# アカンダ
アカンダ（フランス語: Commune d'Akanda）は、ガボン・エスチュエール州コモ＝モンダー県に位置するコミューン（基礎自治体）。同州の州都でもある。人口は34,548人（2013年国勢調査）で、これは国内で10番目に多い。首都リーブルヴィルに隣接している。郊外にはラムサール条約登録地のアカンダ国立公園がある。アカンダ国立公園一帯にはマングローブ、沼地林、サバナなどが広がり、ヒメウミガメ、オサガメ、ヨーロッパトウネン、ダイゼン、シロノドキムネイロムシクイ、フタイロヤブモズ、エトマロサ・フィンブリアタ、ボラなどが生息している。
2013年2月21日にアンゴンジェ、Avorbam、La Sablière、カプ・エステリアス（およびカプ・エステリアス県）を統合して成立した。2022年4月14日、エスチュエール州の州都に選ばれた。なおこれまで同州には州都が法律上は存在せず、リーブルヴィルが事実上の州都として機能していた 。

## 行政区
2013年7月17日以降、2つの行政区（Arrondissement）が設置されている。
| 名称                      | 現地語名     | 人口 （2013年） |
| ------------------------- | ------------ | --------------- |
| カプ・エステリアス（1区） | Cap Estérias | 4,407           |
| アンゴンジェ（2区）       | Angondjé     | 30,141          |